# فقر دم الأمراض المزمنة
فقر دم الأمراض المزمنة ( بالإنجليزية :Anemia of chronic disease) كما يطلق عليه أيضا فقر الدم المصاحب للالتهاب هو شكل من أشكال فقر الدم التي تحدث مع الأمراض المزمنة مثل: العدوى المزمنة وتنشيط المناعة المزمن أوالسرطان . كما تقترح الاكتشافات الجديدة أن هذا النوع من الأنيميا هو نتيجة إنتاج الجسم مادة الهيبسيدين (hepcidin) وهو المتحكم الرئيسي بعمليات أيض الحديد في جسم الإنسان.

## فيسيولوجية المرض
يستجيب الكبد للسيتوكينات الالتهابية (Inflammatory cytokines) وخصوصا انترلوكين 6 (IL-6) بإنتاج كميات كبيرة من الهيبسيدين، فيوقف الهيبسيدين عمل بروتينات الحديد ( الفيروبروتين ferroportin ) ويمنعها من إطلاق مخزون الحديد. حيث أن الفيروبروتين عبارة عن بروتين موجود في غشاء الخلية يسمح بنقل الحديد من داخل الخلية إلى خارجها .كما يظهر بأن للسيتوكينات الالتهابية تأثيرات على مواد أخرى مهمة في أيض الحديد تتضمن: التقليل من إظهار بروتينات الحديد ( الفيروبروتين) على غشاء الخلية، والتقليل من تصنيع كريات الدم الحمراء(erythropoiesis) مباشرة عن طريق التقليل من قدرة نخاع العظم على الاستجابة لهرمون الاريثروبيوتين (erythropoietin).
قبل هذا الاكتشاف الحديث لمادة الهيبسيدين ووظيفتها في عملية أيض الحديد، كان يُعتقد أن فقر الدم المصاحب للأمراض المزمنة هو نتيجة شبكة معقدة من التغييرات المصاحبة للالتهاب. وما يزال كثير من الباحثين يتمسكون بهذا السبب مضيفين الهيبسيدين إلى هذه السلسلة المعقّدة، بينما يرى آخرون أن الهيبسيدين على الأغلب هو العامل المهم. الهيبسيدين يقدم عرضا مغريا لشرح الحالة مع تطبيق مبدأ موس أوكام (الأقل أفضل)، والمزيد من الأوصاف الحديثة لأيض واتزان الحديد بجسم الإنسان ووظيفة الهيبسيدين تؤكد هذه الفكرة.
بالإضافة إلى آثار احتجاز الحديد ،فإن السيتوكينات الالتهابية تحفز من إنتاج خلايا الدم البيضاء، والجدير بالذكر هنا أن نخاع العظم ينتج خلايا الدم البيضاء والحمراء من مصدر واحد من الخلايا الجذعية (stem cells). وبذلك فإن زيادة إنتاج كريات الدم البيضاء يُؤدي إلى أن قليل من الخلايا الجذعية تتميز أو تتحول إلى كريات الدم الحمراء، وقد يكون هذا التأثير هو السبب الأكثر أهمية في تثبيط تصنيع كريات الدم الحمراء حتى إذا كان مستوى هرمون الاريثروبيوتين طبيعي.
وعلى الأرجح، فإن نتائج هذه التغييرات إيجابية على المدى القصير. فهي تسمح للجسم بالاحتفاظ بكميات أكبر من الحديد بعيدا عن البكتيريا، بالإضافة إلى إنتاج خلايا مناعية أكثر لمحاربة العدوى. حيث تعتمد البكتيريا على الحديد للعيش والتكاثر كأغلب أشكال الحياة. ومع ذلك فإذا استمر الالتهاب فإن حجز مخزون الحديد يقلل من قدرة نخاع العظم على إنتاج كريات الدم الحمراء.حيث تحتاج هذه الخلايا للحديد بسبب احتوائها على كميات كبيرة من الهيموجلوبين الذي يحمل الأُكسچين.
ولأن فقر الدم المصاحب للأمراض المزمنة قد لايكون بسبب البكتيريا فقط، فإن الأبحاث المستقبلية ستكتشف فيما إن كانت مضادات عمل الهيبسيدين ستعالج هذه المشكلة.
وإلى الآن فقدأمكن فهم فقر الدم المصاحب للأمراض المزمنة على الأقل لدرجة تمييزه إلى حد ما عن: فقر الدم المصاحب للفشل الكلوي (renal failure) حيث ينتج هذا النوع من فقر الدم بسبب قلّة إنتاج هرمون الاريثروبيوتين ، أو فقر الدم الناتج بسبب بعض الأدوية مثل: AZTالذي يستخدم لعلاج العدوى بفيروس نقص المناعة المكتسبة(HIV) أو الإيدز والتي لها آثار جانبية من شأنها أن تثبط من تصنيع كريات الدم الحمراء. وبمنظور آخر: فكلا هذين المثالين يظهران تعقيد هذا التشخيص؛ فالإصابة بفيروس نقص المناعة المكتسبة(HIV) نفسه يمكن أن ينتج فقر دم مصاحب لهذا المرض المزمن، وكذلك فإن الفشل الكلوي يمكن أن يؤدي إلى تغيرات التهابية يمكنها أن تنتج فقر الدم المصاحب لهذا المرض المزمن أيضا.

## التشخيص
غالبا ما يكون فقر الدم المصاحب للمرض المزمن بسيطا من النوع سوي الكريات، لكنه قد يكون خطرا وقد يكون أيضا من النوع صغير الكريات فيشابه حينها فقر الدم الناتج عن نقص الحديد. يعاني بعض المصابين بالأمراض المزمنة من نقص الحديد فعلا وهكذا يجتمع السببان معا لينتجا نوعا أخطر من فقر الدم. كما في حالة نقص الحديد فإن فقر الدم المصاحب للأمراض المزمنة يحدث بسبب قصور في إنتاج كريات الدم الحمراء. لهذا ففي الحالتين يكون مؤشر إنتاج الخلايا الشبكية (reticulocyte production index ) منخفضا مشيرا إلى أن عملية تصنيع الخلايا الشبكية مُضعَفة وغير كافية لتعويض النقص في عدد كريات الدم الحمراء. في حين أنه لا يوجد اختبار واحد معتمد للتفرقة بين سببي فقر الدم إلا أنه توجد بعض المعلومات المساعدة على ذلك:
- يكون مستوى الفيريتين (البروتين المسؤول عن تخزين الحديد وإطلاقه عند الحاجة) في فقر الدم الناتج عن المرض المزمن دون نقص الحديد طبيعيا أو مرتفعا مشيرا إلى أن الحديد مخزن في الخلايا وأن الفريتين يصنع كأحد مفاعلات الطور الحاد (acute phase reactant ) لكن الخلايا لا تطلق الحديد المخزن داخلها. أما في فقر الدم الناتج عن نقص الحديد فإن مستوى الفريتين يجب أن يكون منخفضا.
- تكون السعة الإجمالية لارتباط الحديد في الدم (TIBC) مرتفعة في فقر الدم الناتج عن نقص الحديد لأن الجسم يزيد من تصنيع الترانسفيرين ( البروتين المسؤول عن نقل الحديد في الدم) ليرتبط بأكبر كمية ممكنة من الحديد. وتكون السعة الإجمالية للارتباط بالحديد منخفضة أو طبيعية في فقر الدم المصاحب للأمراض المزمنة.

إذا أقر بأهمية الهيبسيدين كبروتين مسؤول عن تنظيم اتزان الحديد في الجسم قد تصبح اختبارات قياس مستوى الهيبسيدين أو إظهار الخلايا لبروتينات الحديد مفيدة يوما ما ولكنها غير متوفرة كتحاليل مخبرية رسمية.
تستطيع بعض الاختبارات كاختبار نخاع العظم لمعرفة مدى احتوائه على الحديد من عدمه أو تجربة إعطاء الحديد كمكمل غذائي (حيث يتحسن مريض فقر الدم الناتج عن نقص الحديد بعدها تحسنا مذهلا بينما لا تشاهد هذه النتيجة في المصاب بفقر الدم المصاحب لمرضه المزمن) أن تقدم تشخيصا أكثر دقة.

## العلاج
العلاج المثالي لهذا النوع من الأنيميا هو علاج المرض المزمن بنجاح. في الحالات الأخرى، يعيش العديد من المرضى المصابين بفقر الدم المصاحب للمرض المزمن متحملين آثاره ببساطة وكأنها جزء من الآثار المترتبة عليهم نتيجة مرضهم الأصلي. في الحالات الخطيرة، قد يستخدم نقل الدم أو هرمون الإريثروبويتين المحضر صناعيا لكن كلا العمليتين مكلفتان.